# いわき山田インターチェンジ
いわき山田インターチェンジ（いわきやまだインターチェンジ）は福島県いわき市山田町塙にある自動車専用道路小名浜道路のインターチェンジである。小名浜道路と福島県道20号いわき上三坂小野線を接続する。構造は信号のある平面交差点である。2025年（令和7年）8月7日に供用開始。
接続する県道いわき上三坂小野線は、付近の道路が生活道路であり幅員が狭いため、小名浜道路の供用開始に合わせて山田川左岸にインターチェンジの交差点を通る形でバイパスが整備された。

## 周辺
- いわき市遠野オートキャンプ場
- 入遠野川ヤナ場
- 鮫川渓谷
- 入川渓谷
- 天王川トロン温泉
- 円通寺
- 徳一大師御入定所